# ミシェル・コンスタンタン
ミシェル・コンスタンタン（仏: Michel Constantin、1924年7月13日 - 2003年8月29日）は、フランスのパリ出身の俳優である。

## 概要
イタリア出身の映画監督ジョゼ・ジョヴァンニ監督作品、原作作品の常連。仁義に熱い男気溢れる役を得意とした。
「勝負をつけろ」と「ラ・スクムーン」は同じジョゼ・ジョヴァンニの同名小説『ひとり狼（原題：L'Excommunié）』が原作であり、主演も同じくジャン＝ポール・ベルモンドであり、同じくコンスタンタンも出演した珍しい例である。
出演した代表作の一つである1976年のボー・スヴェンソン（日本映画の「復活の日」などに出演）が主演の地獄のバスターズ（日本未公開）は、クエンティン・タランティーノのお気に入り作品の一つで同監督作品「イングロリアス・バスターズ」の元ネタの一つである。またボー・スヴェンソン自身も「イングロリアス・バスターズ」に出演している。
出演作品が日本未公開な作品が多く、ジョヴァンニ原作のリノ・ヴァンチュラ主演のジャン＝ピエール・メルヴィル監督作品「ギャング」は日本公開されたものの日本独自に30分もカットされており、やはり日本においてコンスタンタンの出演作品は不遇であると見られる（古山敏幸の「映画伝説ジャン＝ピエール・メルヴィル」を参考）。

## 出演作品
- 穴（1960年）[1]
- 勝負をつけろ（1961年）[1]
- 男たちの掟（1965年）<未>
- 女王陛下のダイナマイト（1966年）
- 黒豹は死なず（1966年）
- ギャング（1966年）[1]
- 闇をつきぬけろ・真夜中の大略奪（1967年）<未>
- アルデンヌの戦い（1968年）
- サファリ大追跡（1969年）
- 最後のアドレス（1969年）<未>
- 生き残った者の掟（フランス語版）（1967年）[1]
- 狼の挽歌（1970年）
- 夜の訪問者（1970年）
- 汚れた刑事（でか）（1970年）
- ギャング無残（1971年）<未>
- 狼どもの報酬（1972年）
- ラ・スクムーン（1972年）[1]
- 地獄のバスターズ（1976年）
- サハラクロス（1977年）
- Ça fait tilt（1978年）フランス生まれの日本の女優の谷洋子と共演。
- アモク！（1981年） 脚本を担当
- 現金（バストン）の罠（1985年）<未>